# Шёпфлин, Иоганн Даниель
Иоганн Даниель Шёпфлин (нем. Johann Daniel Schöpflin; 6 сентября 1694, Зульцбург — 7 августа 1771, Страсбург) — немецкий историк и археолог, один из учителей Иоганна Вольфганга Гёте (1770—1771). Был достаточно известным учёным своего времени и вёл обширную переписку со многими деятелями науки Европы XVIII века.
Член Лондонского королевского общества (1728), иностранный почётный член Петербургской академии наук (1740).
Шёпфлин особенно интересовался историей Эльзаса, материалы по которой собирал в Нидерландах, Германии и Швейцарии. Плодом этих работ была его «Alsatia illustrata» («Das Erläuterte Elsass», Кольмар, 1751—1761). Продолжением вышеназванного сочинения служат вышедшие после смерти Шёпфлина «Alsatia diplomatica» (das «Urkundliche Elsass») и «Alsaticarum rerum scriptores». Из «Historica Zaringo-Badensis» (Карлсруэ, 1763—1766, 7 томов) Шёплфин составил только первую часть. Из остальных сочинений Шёпфлина важнейшие — «Vindiciae celticae» (Страсбург, 1754) и «Vindiciae typographicae» (Страсбург, 1760). В 1760 году написал историю семейства фон Баденов.
Шёпфлин основал Курпфальцскую академию наук в Майнгейме (став также её почётным президентом) и академию в Брюсселе. Свою библиотеку (130000 томов и много рукописей) и музей он завещал городу Страсбургу; музей его описал Оберлинг под именем «Museum Shöpflinianum». При бомбардировке Страсбурга 27 августа 1870 года во время Франко-прусской войны погибла библиотека Шёпфлина и его коллекции, сберегавшиеся в библиотеке. В церкви св. Фомы в Страсбурге ему воздвигнут памятник.